# Hrabstwo Winkler

Piramida wieku hrabstwa

Hrabstwo Winkler – hrabstwo położone w USA, w stanie Teksas, przy granicy z Nowym Meksykiem. Utworzone w 1887 r. Według danych z 2023 liczy 7414 mieszkańców (w tym 46,8% to kobiety). Siedzibą hrabstwa jest miasteczko Kermit.

## Sąsiednie hrabstwa
- Hrabstwo Andrews (północny wschód)
- Hrabstwo Ector (wschód)
- Hrabstwo Ward (południe)
- Hrabstwo Loving (zachód)
- Hrabstwo Lea, Nowy Meksyk (północny zachód)

## Miasta
- Kermit
- Wink

## Demografia
- Latynosi – 63,8%
- biali nielatynoscy – 31,3%
- czarni lub Afroamerykanie – 3,8%
- rdzenni Amerykanie – 2,3%
- Azjaci – 1,1%[1].

## Gospodarka
- wydobycie ropy naftowej (21. miejsce w stanie)[2]
- wydobycie gazu ziemnego (45. miejsce)[2].

## Religia
Członkostwo w 2020 roku:
- ewangelikalni – ok. 40%
- katolicy – 12,8%
- baptyści tradycji afroamerykańskiej – 1,9%
- świadkowie Jehowy – 1,4%.